# La Muerte y las máscaras
La muerte y las máscaras es un cuadro del pintor belga James Ensor de 1897. Se conserva desde 1939 en La Boverie, en Lieja.

## Descripción
En formato horizontal, este óleo sobre lienzo representa en primer plano diversas figuras carnavalescas con máscaras grotescas rodeando a la Muerte amortajada de blanco, que sostiene una vela que se consume, mientras en el cielo azul de nubes arremolinadas detrás de ellos dos Parcas, en su forma de esqueleto con guadaña, persiguen un globo aerostático.

Las figuras enmascaradas presentan distintas expresiones, que a su vez revelan emociones diversas. La obra se considera pertenece al movimiento expresionista.

## Historia
Parte de las colecciones de la Kunsthalle Mannheim, en Mannheim, Alemania, la obra fue considerada arte degenerado por el Tercer Reich, que la vendió en 1939 en la subasta de Lucerna, Suiza. Adquirida en esta ocasión por la ciudad de Lieja, se conserva en La Boverie.